# Fernandezia ionanthera
Fernandezia ionanthera är en orkidéart som först beskrevs av Heinrich Gustav Reichenbach och Josef Ritter von Rawicz Warszewicz, och fick sitt nu gällande namn av Rudolf Schlechter. Fernandezia ionanthera ingår i släktet Fernandezia och familjen orkidéer. Inga underarter finns listade i Catalogue of Life.